# Episodi di Undateable (prima stagione)
La prima stagione della sitcom Undateable, composta da 13 episodi, è stata trasmessa su NBC dal 29 maggio al 3 luglio 2014.
In Italia è stata trasmessa in prima visione assoluta dal 25 novembre 2014 su Joy di Mediaset Premium. Il primo episodio è stato reso disponibile in anteprima assoluta sul servizio Premium Play dal 21 al 23 novembre 2014.
| nº | Titolo originale   | Titolo italiano                 | Prima TV USA   | Prima TV Italia  |
| -- | ------------------ | ------------------------------- | -------------- | ---------------- |
| 1  | Pilot              | Il maestro                      | 29 maggio 2014 | 25 novembre 2014 |
| 2  | Pants Buddies      | Amici di braghe                 | 29 maggio 2014 | 25 novembre 2014 |
| 3  | Three's A Crowd    | Il terzo incomodo               | 5 giugno 2014  | 2 dicembre 2014  |
| 4  | The Switch         | La donna che ho visto due volte | 5 giugno 2014  | 2 dicembre 2014  |
| 5  | The Hero is Me     | Io sono un mito                 | 12 giugno 2014 | 9 dicembre 2014  |
| 6  | Leader of the Pack | Il capobranco                   | 12 giugno 2014 | 9 dicembre 2014  |
| 7  | The Move           | La posizione                    | 19 giugno 2014 | 16 dicembre 2014 |
| 8  | The Julius Effect  | Effetto Julius                  | 19 giugno 2014 | 16 dicembre 2014 |
| 9  | Low Hanging Fruit  | Le relazioni fisse              | 26 giugno 2014 | 23 dicembre 2014 |
| 10 | Daddy Issues       | Problemi con papà               | 26 giugno 2014 | 23 dicembre 2014 |
| 11 | Let There Be Light | E luce sia                      | 3 luglio 2014  | 30 dicembre 2014 |
| 12 | Danny's Boys       | I soci                          | 3 luglio 2014  | 30 dicembre 2014 |
| 13 | Go For Gary        | L'amicizia vera                 | 3 luglio 2014  | 30 dicembre 2014 |

## Il maestro

### Trama
Danny (uomo di ventinove anni che passa le serate cambiando una ragazza con un'altra) è il nuovo coinquilino di Justin, un uomo sulla trentina che gestisce un bar poco affollato. Justin è segretamente innamorato della cameriera che ha assunto (ottanta settimane prima) Nicki e cercherà di chiedere di uscire alla ragazza tramite i consigli di Danny.
Quindi Danny farà la conoscenza del team del Lupo (gli amici di Justin) e li porterà a una serata di lavoro della sorella (la quale commercia vino) a rimorchiare.
Justin, senza saperlo, passerà una sera con la sorella di Danny, Leslie, con la quale però non farà nulla e che provocherà un litigio tra i due protagonisti. Justin decide di chiudere con Danny, ma i suoi sono contrari perché loro ritengono che Danny ha una buona influenza sul gruppo. 
L'episodio si conclude con Justin e Danny che fanno pace.

## Amici di braghe

### Trama
Danny cerca di aiutare Justin a farsi avanti con Nicki mandandogli un SMS per invitarla al cinema, ma il ragazzo non trova il coraggio di farsi avanti. Danny cerca anche di aiutare Burski con le donne, suggerendogli di non parlare quando è in compagnia di una ragazza, consiglio che dà i suoi frutti. Justin e Danny fanno fatica a relazionarsi perché Danny considera l'amico troppo emotivo, quindi comincia a pensare che forse non sia l'amico adatto a lui, ma Leslie fa notare a Danny che lui non ha mai strinto un rapporto di amicizia duraturo in tutta la sua vita, e avere un amico emotivo come Justin potrebbe fargli bene. Alla fine Nicki chiede a Justin di uscire con lei al cinema, lui non può perché deve pensare al bar, ma Danny si offre volontario per occuparsi lui del posto, così Justin finalmente va al cinema con Nicki.

## Il terzo incomodo

### Trama
Justin non riesce a fare progressi con Nicki, la quale invece comincia a provare attrazione per Danny, anche se lui non è interessato. Justin è distrutto per la cosa. Al bar durante l'orario di chiusura, Danny chiede a Justin per quale motivo vuole stare con Nicki, il ragazzo non se la sente di parlarne, ma Danny gli fa notare che se non trova il coraggio di parlarne con lui, non riuscirà mai a dichiararsi a Nicki, quindi Jistin confessa all'amico tutto quello che prova per la ragazza, ma Danny in realtà aveva organizzato tutto perché Nicki sentisse le sue parole, dato che era anche lei al bar. La ragazza, comprendendo di provare dei sentimenti per Justin, lo bacia, e due si mettono insieme.

## La donna che ho visto due volte

### Trama
Justin e Nicki stanno ufficialmente insieme, intanto Danny fa la conoscenza di Sabrina, un'amica di Leslie, per la quale inizia a provare attrazione. Danny e Sabrina finiscono a letto insieme, ma la ragazza lo lascia il mattino dopo. Danny inizia a provare dei sentimenti per lei, che vanno oltre l'intesa sessuale, ma non riesce a gestire queste emozioni quindi chiede consiglio a Justin, il quale lo convince a dichiararsi a Sabrina mostrandogli il suo lato più emotivo. Danny quindi parla con la ragazza dicendogli che lui non è il tipo che crea relazioni durature con le donne, ma che lei gli piace molto, quindi Sabrina gli concede una possibilità.

## Io sono un mito

### Trama
Justin confessa a Danny che ama Nicki, la quale lo sente e tra i due inizia a crearsi tensione, aggravata dal fatto che Nicki dovrà andarsene fuori città per prendersi cura di sua madre. Inizialmente Justin e Nicki ritengono che non sia il caso di proseguire la loro storia, perché una relazione a distanza sarebbe troppo difficile, anche Danny è dello stesso avviso facendo capire a Justin che lui può avere tutte le donne che vuole, ma alla fine Danny cambia opinione sostenendo che lui non ha mai avuto il coraggio di buttarsi in una vera relazione, mentre Justin non è come lui e che deve fare un tentativo per far funzionare le cose con Nicki. Quindi, nonostante le difficoltà, Nicki e Justin decidono di provare con una relazione a distanza.

## Il capobranco

### Trama
Brett inizia a provare attrazione per l'elettricista, Danny gli consiglia di chiedergli un appuntamento, ma Justin non è dello stesso avviso sostenendo che Brett non sia pronto. Brett decide di seguire il consiglio di Danny e chiede all'elettricista di uscire con lui, ma l'uomo non è interessato a Brett, quest'ultimo ci rimane male, ma è più deluso dal fatto che Justin è visibilmente contento del fallimento dell'amico, visto che ha dimostrato che Danny si sbagliava. Justin si scusa con lui, ma rimarca il fatto che da quando Danny è entrato nel gruppo, tutti lo trattano come il capobranco, ma Leslie gli fa capire che Justin è speciale a modo suo perché l'ha fatta entrare nel gruppo anche se non la conosceva da molto. Danny fa capire a Justin che tutti e due sono il capobranco in un certo senso.

## La posizione

### Trama
Nicki ritorna in città per pochi giorni, dunque lei e Justin decidono di abbandonarsi alla passione, ma il ragazzo intende stupire la sua fidanzata chiedendo a Danny dei consigli sul sesso. Grazie alle dritte di Danny, Justin riesce a soddisfare Nicki, ma si sente a disagio per via del fatto che è praticamente tutto merito di Danny e dei suoi consigli. Leslie fa capire al fratello che la radice del disagio di Justin è la sua insicurezza, quindi Danny parla con l'amico facendogli capire che deve smetterla di non sentirsi all'altezza di Nicki.

## Effetto Julius

### Trama
Leslie e suo marito Julius divorziano ufficialmente, Justin però scopre che Danny segretamente è rimasto amico di Julius, infatti il suo ex cognato è sempre stato il suo migliore amico. Justin non ritiene appropriato il fatto che Danny sia amico dell'ex marito di Leslie, ma alla fine anche Justin subisce il fascino di Julius, andandoci d'accordo. Leslie finisce a letto con Julius, e questo non fa altro che aggravare le cose per lei, quindi Danny decide di chiudere con la sua amicizia con Julius, capendo che la sua sola presenza crea fin troppi dubbi in Leslie, la quale abbraccia il fratello ringraziandolo.

## Le relazioni fisse

### Trama
Justin spinge Danny a evolvere il suo rapporto con Sabrina a un livello più alto, ma il ragazzo non è certo di riuscirci visto che non è bravo nelle relazioni fisse, ma capendo di tenere molto a Sabrina decide di fare un tentativo. Purtroppo le cose non vanno come sperava e quindi decide di chiudere con Sabrina capendo che lui non è il tipo di ragazzo che costruisce relazione stabili. Justin cerca ancora di salvare la loro storia non informando Sabrina della loro rottura, quindi la porta a casa loro, per poi beccare Danny in compagnia di un'altra ragazza. Justin e gli altri fanno capire a Danny che lui resterà solo se continuerà a comportarsi così, quindi, avendo capito di aver fatto un errore, decide di ritornare con Sabrina scusandosi con lei per il suo comportamento, assicurandole che non l'ha tradita, e che non è molto bravo con le relazioni stabili, ma è sicuro che stando con lei imparerà a diventare un ragazzo migliore; purtroppo Sabrina decide di chiudere la loro storia, perché non vuole essere la "cavia" di Danny per aiutarlo a essere un uomo diverso. Alla fine Sabrina si fa assumere al bar di Justin come cameriera.

## Problemi con papà

### Trama
Il compleanno di Justin è vicino, e suo padre Frank lo sorprende con una visita. Frank e Danny iniziano a fare amicizia, ma Justin non è intenzionato a strigere un rapporto con suo padre perché non gli è mai stato vicino durante la crescita, in quanto ha sempre messo la sua carriera di cantante al primo posto. Shelly litiga con Sabrina accusandola di essere pedante perché si lamenta di tutto, quindi i due fanno a testa o croce: se vince Shelly la ragazza non si lamenterà più davanti a lui, ma se perde dovrà lavorare al posto di Sabrina, purtroppo Shelly perde e quindi inizia a lavorare come cameriere al suo posto. Danny cerca di riconciliare Justin con Frank, ma la cosa finisce solo per peggiorare la situazione, comunque Justin decide di dare a suo padre una possibilità invitandolo alla sua festa di compleanno, ma Frank gli dà un'altra delusione non presentandosi alla festa per via di un concerto. Shelly inizia a faticare nel gestire il lavoro e quindi per alleviare lo stress fuma della marijuana. Durante la festa di compleanno, Danny e Burski portano Frank al bar di peso contro la sua volontà, Justin infine parla con suo padre a viso aperto dicendogli che è lui ad averci perso non avendo avuto un vero rapporto con il figlio, Frank si giustifica dicendo che per lui cantare è tutto e che Justin non potrà mai capirlo, ma il ragazzo, dando prova di saper cantare meglio del padre, lo umilia davanti a tutti. Shelly alla fine trova il modo di gestire meglio il lavoro, ma Sabrina gli rivela che la moneta con la quale avevano scommesso era truccata, quindi lei lo aveva manipolato fin dal primo momento.

## E luce sia

### Trama
Danny inizia a litigare con il suo vicino di casa perché tiene sempre accesi i suoi proiettori di luce ad alta tensione, per le sue coltivazioni di marijuana. Shelly, Brett e Burski decidono di parlare male di Danny alle sue spalle con Sabrina, per non perdere l'amicizia della ragazza. Justin non vuole problemi con il suo vicino quindi si scusa a nome di Danny, e gli permette di riprendersi i proiettori. Danny è molto deluso per come i suoi amici lo stanno trattando, perché lui è sempre stato dalla loro parte, mentre ora che ha bisogno di aiuto gli stanno tutti voltando le spalle. Dunque per scusarsi decidono di aiutare Danny a rubare nuovamente i proiettori al vicino

## I soci

### Trama
Justin ha dei problemi di liquidità nel suo lavoro, dunque Danny, Shelly, Brett e Burski dicidono di aiutarlo dandogli dei soldi. Justin apprezza il gesto e dunque decide di nominare i suoi amici soci del bar, ma Leslie ha da che ridire, perché ogni volta che Danny mette mano in qualcosa, finisce sempre con l'eccedere. Danny e gli altri decidono di portare nel bar delle migliorie, ma Justin non è d'accordo, e questo sfocia in un contrasto tra lui e Danny. Shelly e Brett vogliano andare a una festa, ma non invitano Burski perché a causa delle sue frasi inappropriate da rimorchio, rovina sempre tutto, quindi decidono di andarci senza di lui, divertendosi molto. Justin sfida Danny a gestire il locale per una notte, Danny stupisce l'amico organizzando una serata al bar per gay, con ottimi risultati. Burski si arrabbia con i suoi amici per averlo escluso, Danny quindi fa capire a Shelly che Burski è una buona risorsa per rimorchiare, infatti Shelly riesce ad abbordare le ragazze disgustate da Burski e dal suo approccio. Nonostante il buon risultato di Danny, Justin è ugualmente deluso perché sente di essere un fallito visto che il suo modo di gestire il bar non dà mai i frutti sperati, ma Danny lo contraddice perché secondo lui serve coraggio a investire in una propria attività, mentre lui si limita solo a prendere quello creato da altre persone.

## L'amicizia vera

### Trama
Danny rimane sconcertato quando una ragazza, Sophie, gli chiede se Justin è disponibile, inoltre sembra che lui di recente riscuota molto più successo dell'amico con le donne. I ragazzi scoprono un sito web in cui le ragazze danno un voto ai loro amanti, e vedono che Burski ha un punteggio molto alto. Justin fa capire a Danny che le ragazze sono interessate a lui perché amano i ragazzi fedeli alle loro fidanzate. Leslie, dopo aver letto delle prestazioni di Burski sul sito, lo invita a venire con lei a casa sua, ma il ragazzo confessa che aveva alterato il risultato per fare colpo su di lei, ma Leslie lo sapeva infatti una volta arrivati a casa sua i suoi amici gli avrebbero fatto uno scherzo, ma apprezza molto che Burski sia stato sincero con lei all'ultimo momento. Burski ammette che prova interesse per lei, ma si farà avanti con Leslie solo quando sarà l'uomo giusto per lei. Quando Danny viene informato che Nicki ha trovato un lavoro fuori città, inizia a insospettirsi, infatti inizia a maturare l'idea che la ragazza non voglia tornare a Detroit, quindi ne parla con Justin. Quest'ultimo telefona a Nicki, la quale conferma i sospetti di Danny. Justin ne esce distrutto, e quindi sfoga ingiustamente la sua rabbia con Danny. Ritornati a casa, Justin si scusa con Danny per come si è comportato, ma lui non prova risentimento, infatti vuole solo stare vicino a Justin per aiutarlo a superare il difficile momento. A fine episodio Burski finisce a letto con Sophie.